# Агнеса Бабенберзька
Агнеса Бабенберзька (нім. Agnes von Babenberg, пол. Agnieszka Babenberg; між 1108 і 1113 — між 24 і 25 січня 1163, Альтенбург, Священна Римська імперія) — австрійська принцеса з дому Бабенбергів, дочка святого Леопольда III, маркграфа Австрії; в шлюбі — велика герцогиня Польська та герцогиня Сілезька.

## Біографія

### Походження
Агнеса Бабенбергська народилася у проміжку 1108 і 1113 років. Місце її народження не відомо. З материнської сторони вона походила з Салічної династії, представники якої правили Священною Римською імперією з 1024 по 1125 рік. Останнім імператором з цієї династії став дядько її матері, імператор Генріх V, який помер, не залишивши потомства.
Агнеса була єдиноутробною сестрою Фрідріха II, герцога Швабського і Конрада III, короля Німеччини з 1138 року. Обидва брати народилися в першому шлюбі її матері від Фрідріха I, герцога Швабського. Одна з сестер Агнеси, Ютта, стала дружиною Вільгельма V, маркграфа Монферратского, а одним з братів був Оттон, єпископ Фрайзінга, відомий середньовічний літописець.
Інший літописець, Вінцент Кадлубек, єпископ Кракова, описав Агнесу, як дуже амбітну, енергійну жінку, яка пишалася походженням. У своєму літописі він назвав її «тигрицею» (пол. tygrysicą).

### Династичний шлюб
Болеслав III Кривоустий, великий герцог Польський, щоб захистити суверенітет своєї держави від Лотаря III Суплінбургского, обраного в 1125 році імператором Священної Римської імперії, уклав союз з домами Бабенбергів та Гогенштауфенів. Обидві династії перебували у родинних стосунках із згаслою Салічною династією і були природними суперниками нового імператора. Для того, щоб закріпити цей союз, було укладено династичний шлюб між старшим сином Болеслава III, Владиславом Польським та Агнесою Бабенбергською. Весілля відбулося близько 1125 року. В якості весільного подарунка великий герцог Польський подарував молодятам герцогство Сілезьке.

### Велика герцогиня
Болеслав III помер 28 жовтня 1138 року. У своєму заповіті він розділив Польщу між своїми синами. Старшому синові належала верховна влада в державі. Під ім'ям Владислава II він став великим герцогом Польським, а його дружина — великої герцогинею. На додаток до Сілезії, великий герцог успадкував Сеньйорат, який включав Малу Польщу, східну частину Великої Польщі та західну частину Куявії, а також владу над Померанією. Його зведені брати — Болеслав IV, Мешко III та Генріх, отримали спадкові феодальні володіння, як молодші герцоги. Крім того, до Владислава II відійшла Ленчиця, заповідана Болеславом III своїй вдові, Соломії з Берґу на утримання з умовою повернення території в Сеньйорат після смерті вдовуючої великої герцогині.
Підбурюваний дружиною, Владислав II вирішив об'єднати під своєю владою всю державу. Він став гнобити своїх молодших братів. Переказ приписує великій герцогині опалу відомого воєводи Петра Властовича, підтримавшого молодших герцогів. Вона вмовляла чоловіка стратити його, але замість цього, великий герцог засліпив воєводу, позбавив його слуху і відправив у вигнання.

### Вигнання
Жорстоке правління Владислава II та Агнеси налаштувало проти них більшу частину підданих, які об'єдналися навколо молодших герцогів. На початку 1146 року великий герцог зазнав поразки в битві при Познані. Він втік до Богемії, в той час як Агнеса з дітьми залишилася в Кракові, де протягом деякого часу чинила опір у замку Вавель. Відстояти місто не вийшло і слідом за чоловіком, велика герцогиня з дітьми вирушила у вигнання в Богемію.
Деякий час вони користувалися гостинністю богемського герцога. Потім зведений брат Агнеси, Конрада III, король Німеччини, надав їм резиденцію в Альтенбурзі. У 1146 році почався німецький військовий похід проти польських молодших герцогів. Але через виходу з берегів річки Одер і тиску на Конрада III з боку маркграфів Альберта Ведмедя та Конрада Мейсенського, експедиція провалилася.
Невдача не зламала Агнесу. Вона звернулася за допомогою до папи Євгенію ІІІ, який на Реймському соборі 1148 року закликав молодших герцогів повернути владу старшому братові. Він також відправив до них свого легата, коли ж ті не підтримали повернення Владислава II, папа наклав на Польщу інтердикт. Однак його дії не призвели до бажаного результату, тому, що частина духовенства підтримувала молодших герцогів і проігнорувала вимогу папи.
Після смерті в 1152 році Конрада III, йому успадковував племінник, Фрідріх Барбаросса. За підтримки своєї тітки, в 1157 році новий німецький король почав похід проти Польщі. Кампанія увінчалася успіхом, але замість відновлення прав Владислава II імператор оголосив своїм васалом великого герцога Болеслава IV. Він змусив його, в якості компенсації Владиславу II, пообіцяти повернути герцогство Сілезьке синам Владислава. Після цього Агнеса припинила боротьбу за польський трон.

### Смерть
Владислав II залишився в Альтенбурзі. Тут він помер 30 травня 1159 року. Агнеса Бабенбергська померла між 24 і 25 січня 1163 року. Вона не повернулася в Сілезію з синами, коли ті в 1163 році були відновлені у своїх правах. Агнеса була похована в цистерціанському абатстві Профта поблизу Наумбурга на річці Заале.

### Діти
У шлюбі з Владиславом II у Агнеса Бабенбергська народила дочку і четверо синів:
- Болеслав I Довготелесий (1127—1201), з 1163 року князь Сілезії;
- Мешко I Плясоногий (1131/46—1211), з 1163 формальний співправитель Сілезького князя, з 1173 князь Ратибора, з 1177 — Битома і Освенцима, з 1202 — Ополя, з 1210 — Кракова
- Ріхеца Сілезька (1140 — 16.06.1185), одружилася першим шлюбом у 1152 році з Альфонсо VII, королем Галісії, Кастилії і Леона, другим шлюбом у 1162 році з Раймундом Беренгером II (III), графом Провансу і третім шлюбом у 1167 році з Альбертом III, графом фон Эверштейн;
- Конрад Тонконогий (1146/57—1180/1190), з 1177 князь Глогува;
- Альберт (бл. 1156 — бл. 1168/78).